# ملعب ماباثو
ملعب ماباثو هو ملعب متعدد الأغراض يقعُ في مافكينج، جنوب أفريقيا. يُستخدم الملعب حاليًا غالبًا لمباريات كرة القدم. يستوعب 59 ألف شخصٍ وبُنيَ في عام 1981 من قبل شركة بناء إسرائيلية.